# 1974 en Ontario
Chronologie de l'Ontario
- 1970
- 1971
- 1972
- 1973
- 1974
- 1975
- 1976
- 1977
- 1978

Cette page concerne des événements d'actualité qui se sont produits durant l'année 1974 dans la province canadienne de l'Ontario.

## Politique
- Premier ministre : Bill Davis du parti progressiste-conservateur de l'Ontario
- Chef de l'Opposition :
- Lieutenant-gouverneur :
- Législature :

## Naissances
- 28 mai : Patrick Groulx, animateur de la radio, humoriste et musicien.

## Décès
- 21 février : Tim Horton, joueur de hockey sur glace (° 12 janvier 1930).
- 2 avril : Douglass Dumbrille, acteur (° 13 octobre 1889).
- 5 avril : A. Y. Jackson, peintre (° 3 octobre 1882).
- 8 avril : James Charles McGuigan, archevêque de Toronto (1934-1971) (° 26 novembre 1894).
- 23 juillet : Lloyd Percival (en), joueur de tennis, boxeur, joueur de cricket, et entraîneur (° 3 juin 1913).
- 4 décembre : Donald Buchanan Blue, député fédéral de Bruce (° 6 mai 1901).